# Temporada 2003-04 de la NBA
La temporada 2003-04 de la NBA fue la quincuagésimo octava en la historia de la liga. La temporada finalizó con Detroit Pistons como campeones tras ganar a Los Angeles Lakers por 4-1.

## Aspectos destacados
- Fue la última temporada de la División Medio Oeste en la NBA (Minnesota Timberwolves sería el último campeón), ya que al año siguiente se cambiaría el formato en ambas conferencias, aumentando el número de divisiones a 3 tanto en el Oeste como en el Este.
- Houston Rockets jugó por primera vez en su nuevo pabellón; Toyota Center.
- El All-Star Game de la NBA de 2004 se disputó en el Staples Center de Los Ángeles, California, con victoria por 136-132 del Oeste. Shaquille O'Neal fue nombrado MVP del partido.
- Houston Rockets, Denver Nuggets, Orlando Magic y Cleveland Cavaliers estrenaron nuevo uniforme.
- Antes del inicio de la temporada, Karl Malone y Gary Payton accedieron a rebajar sus salarios para fichar por los Lakers, compartiendo vestuario con las estrellas Kobe Bryant y Shaquille O'Neal. El objetivo de ambos veteranos jugadores de conseguir por fin un anillo fracasó, ya que perdieron las Finales de la NBA ante Detroit Pistons por un claro 4-1.
- El "Gran Trío" de los Timberwolves formado por Kevin Garnett, Latrell Sprewell y Sam Cassell maravilló a la NBA, consiguiendo el mejor récord de la Conferencia Oeste pero cayendo eliminados por los Lakers en las Finales de Conferencia. Era la primera vez que los Timberwolves pasaban de la primera ronda de playoffs.
- Fue una de las peores temporadas en la historia de la NBA en cuanto a anotación se refiere. Muchos equipos registraron sus peores marcas en varias categorías de anotación.
- LeBron James (1.ª elección, Cleveland), Carmelo Anthony (3.ª elección, Denver), Chris Bosh (4.ª elección, Toronto) y Dwyane Wade (5.ª elección, Miami), junto a otros, formaron uno de los mejores drafts de la historia. Anthony y Wade lideraron a sus equipos a playoffs, este último hasta las Semifinales de Conferencia. James ganó el Rookie del Año.
- Tras ocho temporadas negativas, Memphis Grizzlies consiguió un balance de 50-32 y se aseguró su primera participación en playoffs. También fue su última campaña en La Pirámide.
- Todos los equipos de Texas se clasificaron a los playoffs por primera vez en 14 años.
- Todos los equipos de la División Medio Oeste finalizaron por encima del 50% de victorias, pero los Jazz no consiguieron plaza de playoffs.
- Scottie Pippen regresó a Chicago Bulls.

## Clasificaciones
| Equipo             | V  | D  | %V   | P  |
| ------------------ | -- | -- | ---- | -- |
| New Jersey Nets    | 47 | 35 | .573 | -  |
| Miami Heat         | 42 | 40 | .512 | 5  |
| New York Knicks    | 39 | 43 | .476 | 8  |
| Boston Celtics     | 36 | 46 | .439 | 11 |
| Philadelphia 76ers | 33 | 49 | .402 | 14 |
| Washington Wizards | 25 | 57 | .305 | 22 |
| Orlando Magic      | 21 | 61 | .256 | 26 |

| Equipo              | V  | D  | %V   | P  |
| ------------------- | -- | -- | ---- | -- |
| Indiana Pacers      | 61 | 21 | .744 | -  |
| Detroit Pistons C   | 54 | 28 | .659 | 7  |
| New Orleans Hornets | 41 | 41 | .500 | 20 |
| Milwaukee Bucks     | 41 | 41 | .500 | 20 |
| Cleveland Cavaliers | 35 | 47 | .427 | 26 |
| Toronto Raptors     | 33 | 49 | .402 | 28 |
| Atlanta Hawks       | 28 | 54 | .341 | 33 |
| Chicago Bulls       | 23 | 59 | .280 | 38 |

| Equipo                 | V  | D  | %V   | P  |
| ---------------------- | -- | -- | ---- | -- |
| Minnesota Timberwolves | 58 | 24 | .707 | -  |
| San Antonio Spurs      | 57 | 25 | .695 | 1  |
| Dallas Mavericks       | 52 | 30 | .634 | 6  |
| Memphis Grizzlies      | 50 | 32 | .610 | 8  |
| Houston Rockets        | 45 | 37 | .549 | 13 |
| Denver Nuggets         | 43 | 39 | .524 | 15 |
| Utah Jazz              | 42 | 40 | .512 | 16 |

| Equipo                 | V  | D  | %V   | P  |
| ---------------------- | -- | -- | ---- | -- |
| Los Angeles Lakers     | 56 | 26 | .683 | -  |
| Sacramento Kings       | 55 | 27 | .671 | 1  |
| Portland Trail Blazers | 41 | 41 | .500 | 15 |
| Golden State Warriors  | 37 | 45 | .451 | 19 |
| Seattle SuperSonics    | 37 | 45 | .451 | 19 |
| Phoenix Suns           | 29 | 53 | .354 | 27 |
| Los Angeles Clippers   | 28 | 54 | .341 | 28 |

* V: Victorias
* D: Derrotas
* %V: Porcentaje de victorias
* P: Partidos de diferencia respecto a la primera posición
* C: Campeón

## Playoffs
|  | Primera Ronda     | Primera Ronda | Primera Ronda |   |              | Semifinales de Conferencia | Semifinales de Conferencia | Semifinales de Conferencia |  |    | Final de Conferencia | Final de Conferencia | Final de Conferencia |  |    | Finales de la NBA | Finales de la NBA | Finales de la NBA |
|  |                   |               |               |   |              |                            |                            |                            |  |    |                      |                      |                      |  |    |                   |                   |                   |
|  | E1                | *Indiana      | 4             |   |              |                            |                            |                            |  |    |                      |                      |                      |  |    |                   |                   |                   |
|  | E8                | Atlanta       | 0             |   |              |                            |                            |                            |  |    |                      |                      |                      |  |    |                   |                   |                   |
|  | E8                | Atlanta       | 0             |   | E1           | *Indiana                   | 4                          |                            |  |    |                      |                      |                      |  |    |                   |                   |                   |
|  |                   |               |               |   | E1           | *Indiana                   | 4                          |                            |  |    |                      |                      |                      |  |    |                   |                   |                   |
|  |                   | E4            | Miami         | 2 |              |                            |                            |                            |  |    |                      |                      |                      |  |    |                   |                   |                   |
|  | E4                | E4            | Miami         | 2 | Miami        | 4                          |                            |                            |  |    |                      |                      |                      |  |    |                   |                   |                   |
|  | E4                |               |               |   | Miami        | 4                          |                            |                            |  |    |                      |                      |                      |  |    |                   |                   |                   |
|  | E5                | Philadelphia  | 2             |   |              |                            |                            |                            |  |    |                      |                      |                      |  |    |                   |                   |                   |
|  | E5                | Philadelphia  | 2             |   |              |                            |                            |                            |  | E1 | *Indiana             | 2                    |                      |  |    |                   |                   |                   |
|  | Conferencia Este  |               |               |   |              |                            |                            |                            |  | E1 | *Indiana             | 2                    |                      |  |    |                   |                   |                   |
|  |                   | E3            | Detroit       | 4 |              |                            |                            |                            |  |    |                      |                      |                      |  |    |                   |                   |                   |
|  | E3                | E3            | Detroit       | 4 | Detroit      | 4                          |                            |                            |  |    |                      |                      |                      |  |    |                   |                   |                   |
|  | E3                |               |               |   | Detroit      | 4                          |                            |                            |  |    |                      |                      |                      |  |    |                   |                   |                   |
|  | E6                | Toronto       | 1             |   |              |                            |                            |                            |  |    |                      |                      |                      |  |    |                   |                   |                   |
|  | E6                | Toronto       | 1             |   | E3           | Detroit                    | 4                          |                            |  |    |                      |                      |                      |  |    |                   |                   |                   |
|  |                   |               |               |   | E3           | Detroit                    | 4                          |                            |  |    |                      |                      |                      |  |    |                   |                   |                   |
|  |                   | E2            | *New Jersey   | 3 |              |                            |                            |                            |  |    |                      |                      |                      |  |    |                   |                   |                   |
|  | E2                | E2            | *New Jersey   | 3 | *New Jersey  | 4                          |                            |                            |  |    |                      |                      |                      |  |    |                   |                   |                   |
|  | E2                |               |               |   | *New Jersey  | 4                          |                            |                            |  |    |                      |                      |                      |  |    |                   |                   |                   |
|  | E7                | New York      | 0             |   |              |                            |                            |                            |  |    |                      |                      |                      |  |    |                   |                   |                   |
|  | E7                | New York      | 0             |   |              |                            |                            |                            |  |    |                      |                      |                      |  | E3 | Detroit           | 4                 |                   |
|  |                   |               |               |   |              |                            |                            |                            |  |    |                      |                      |                      |  | E3 | Detroit           | 4                 |                   |
|  |                   | O2            | *L.A. Lakers  | 1 |              |                            |                            |                            |  |    |                      |                      |                      |  |    |                   |                   |                   |
|  | O1                | O2            | *L.A. Lakers  | 1 | *Minnesota   | 4                          |                            |                            |  |    |                      |                      |                      |  |    |                   |                   |                   |
|  | O1                |               |               |   | *Minnesota   | 4                          |                            |                            |  |    |                      |                      |                      |  |    |                   |                   |                   |
|  | O8                | Denver        | 1             |   |              |                            |                            |                            |  |    |                      |                      |                      |  |    |                   |                   |                   |
|  | O8                | Denver        | 1             |   | O1           | *Minnesota                 | 4                          |                            |  |    |                      |                      |                      |  |    |                   |                   |                   |
|  |                   |               |               |   | O1           | *Minnesota                 | 4                          |                            |  |    |                      |                      |                      |  |    |                   |                   |                   |
|  |                   | O4            | Sacramento    | 3 |              |                            |                            |                            |  |    |                      |                      |                      |  |    |                   |                   |                   |
|  | O4                | O4            | Sacramento    | 3 | Sacramento   | 4                          |                            |                            |  |    |                      |                      |                      |  |    |                   |                   |                   |
|  | O4                |               |               |   | Sacramento   | 4                          |                            |                            |  |    |                      |                      |                      |  |    |                   |                   |                   |
|  | O5                | Dallas        | 1             |   |              |                            |                            |                            |  |    |                      |                      |                      |  |    |                   |                   |                   |
|  | O5                | Dallas        | 1             |   |              |                            |                            |                            |  | O1 | *Minnesota           | 2                    |                      |  |    |                   |                   |                   |
|  | Conferencia Oeste |               |               |   |              |                            |                            |                            |  | O1 | *Minnesota           | 2                    |                      |  |    |                   |                   |                   |
|  |                   | O2            | *L.A. Lakers  | 4 |              |                            |                            |                            |  |    |                      |                      |                      |  |    |                   |                   |                   |
|  | O3                | O2            | *L.A. Lakers  | 4 | San Antonio  | 4                          |                            |                            |  |    |                      |                      |                      |  |    |                   |                   |                   |
|  | O3                |               |               |   | San Antonio  | 4                          |                            |                            |  |    |                      |                      |                      |  |    |                   |                   |                   |
|  | O6                | Memphis       | 0             |   |              |                            |                            |                            |  |    |                      |                      |                      |  |    |                   |                   |                   |
|  | O6                | Memphis       | 0             |   | O3           | San Antonio                | 2                          |                            |  |    |                      |                      |                      |  |    |                   |                   |                   |
|  |                   |               |               |   | O3           | San Antonio                | 2                          |                            |  |    |                      |                      |                      |  |    |                   |                   |                   |
|  |                   | O2            | *L.A. Lakers  | 4 |              |                            |                            |                            |  |    |                      |                      |                      |  |    |                   |                   |                   |
|  | O2                | O2            | *L.A. Lakers  | 4 | *L.A. Lakers | 4                          |                            |                            |  |    |                      |                      |                      |  |    |                   |                   |                   |
|  | O2                |               |               |   | *L.A. Lakers | 4                          |                            |                            |  |    |                      |                      |                      |  |    |                   |                   |                   |
|  | O7                | Houston       | 1             |   |              |                            |                            |                            |  |    |                      |                      |                      |  |    |                   |                   |                   |

* - Campeón de división

Negrita- Ganador de las series

## Estadísticas
| Categoría                    | Jugador          | Equipo                 | Estadísticas |
| ---------------------------- | ---------------- | ---------------------- | ------------ |
| Puntos por partido           | Tracy McGrady    | Orlando Magic          | 28.0         |
| Rebotes por partido          | Kevin Garnett    | Minnesota Timberwolves | 13.9         |
| Asistencias por partido      | Jason Kidd       | New Jersey Nets        | 9.2          |
| Robos por partido            | Baron Davis      | New Orleans Hornets    | 2.4          |
| Tapones por partido          | Theo Ratliff     | Portland Trail Blazers | 3.6          |
| Porcentaje de tiros de campo | Shaquille O'Neal | Los Angeles Lakers     | 58.4         |
| Porcentaje de tiros libres   | Peja Stojakovic  | Sacramento Kings       | 92.7         |
| Porcentaje de triples        | Anthony Peeler   | Sacramento Kings       | 48.2         |

## Premios
- MVP de la Temporada
  -  Kevin Garnett (Minnesota Timberwolves)
- Mejor Defensor
  -  Ron Artest (Indiana Pacers)
- Rookie del Año
  -  LeBron James (Cleveland Cavaliers)
- Mejor Sexto Hombre
  -  Antawn Jamison (Dallas Mavericks)
- Jugador Más Mejorado
  -  Zach Randolph (Portland Trail Blazers)
- Entrenador del Año
  -  Hubie Brown (Memphis Grizzlies)
- Primer Quinteto de la Temporada
  - A - Kevin Garnett, Minnesota Timberwolves
  - A - Tim Duncan, San Antonio Spurs
  - P - Shaquille O'Neal, Los Angeles Lakers
  - B - Kobe Bryant, Los Angeles Lakers
  - B - Jason Kidd, New Jersey Nets
- Segundo Quinteto de la Temporada
  - A - Jermaine O'Neal, Indiana Pacers
  - A - Peja Stojakovic, Sacramento Kings
  - P - Ben Wallace, Detroit Pistons
  - B - Sam Cassell, Minnesota Timberwolves
  - B - Tracy McGrady, Orlando Magic
- Tercer Quinteto de la Temporada
  - A - Ron Artest, Indiana Pacers
  - A - Dirk Nowitzki, Dallas Mavericks
  - P - Yao Ming, Houston Rockets
  - B - Baron Davis, New Orleans Hornets
  - B - Michael Redd, Milwaukee Bucks
- Primer Quinteto Defensivo
  - A - Ron Artest, Indiana Pacers
  - A - Kevin Garnett, Minnesota Timberwolves
  - P - Ben Wallace, Detroit Pistons
  - B - Bruce Bowen, San Antonio Spurs
  - B - Kobe Bryant, Los Angeles Lakers
- Segundo Quinteto Defensivo
  - A - Andréi Kirilenko, Utah Jazz
  - A - Tim Duncan, San Antonio Spurs
  - P - Theo Ratliff, Portland Trail Blazers
  - B - Doug Christie, Sacramento Kings
  - B - Jason Kidd, New Jersey Nets
- Primer Quinteto de Rookies
  - LeBron James, Cleveland Cavaliers
  - Carmelo Anthony, Denver Nuggets
  - Dwyane Wade, Miami Heat
  - Chris Bosh, Toronto Raptors
  - Kirk Hinrich, Chicago Bulls
- Segundo Quinteto de Rookies
  - Josh Howard, Dallas Mavericks
  - T.J. Ford, Milwaukee Bucks
  - Udonis Haslem, Miami Heat
  - Jarvis Hayes, Washington Wizards
  - Marquis Daniels, Dallas Mavericks